# 2018년 동계 올림픽 리투아니아 선수단
2018년 동계 올림픽 리투아니아 선수단은 대한민국 평창에서 개최되는 2018년 동계 올림픽에 참가하는 올림픽 리투아니아 선수단이다. 1992년 이후 이번이 8번째 참가이다. 2018년 1월 19일에는 토마스 카우케나스 선수가 개막식의 기수에 발탁됐다.
이번 대회에서 리투아니아는 총 아홉 명의 선수가 세 종목에 각기 나뉘어 출전한다.

## 참가 선수
다음은 각 종목별 참가 선수 현황이다.
| 종목         | 남자 | 여자 | 총합 |
| ------------ | ---- | ---- | ---- |
| 알파인스키   | 1    | 1    | 2    |
| 바이애슬론   | 2    | 2    | 4    |
| 크로스컨트리 | 2    | 1    | 3    |
| 총합         | 5    | 4    | 9    |

## 메달 집계
| 종목 | 1 | 2 | 3 | 합계 |
| 합계 |   |   |   |      |

## 알파인스키
리투아니아에는 남녀 1명씩 두 명의 출전권이 부여됐다.
- 남자 - 1명: 안드레이 드루카로우
- 여자 - 1명: 이에바 야누슈케비추테

## 바이애슬론
2016-17 바이애슬론 월드컵 네이션컵 랭킹에 따라 리투아니아에는 남녀 2명씩 총 4명의 출전권이 부여됐다.
- 남자: 토마스 카우케나스, 비타우타스 스트롤랴
- 여자: 댜나 라시모비추테, 나탈리야 코체르기나

### 크로스컨트리 스키
리투아니아에는 총 세 명분 출전권이 부여됐다.
- 남자 - 2명: 모데스타스 바이출리스, 만타스 스트롤랴
- 여자 - 1명: 마리야 카즈나쳉코